# Mesará

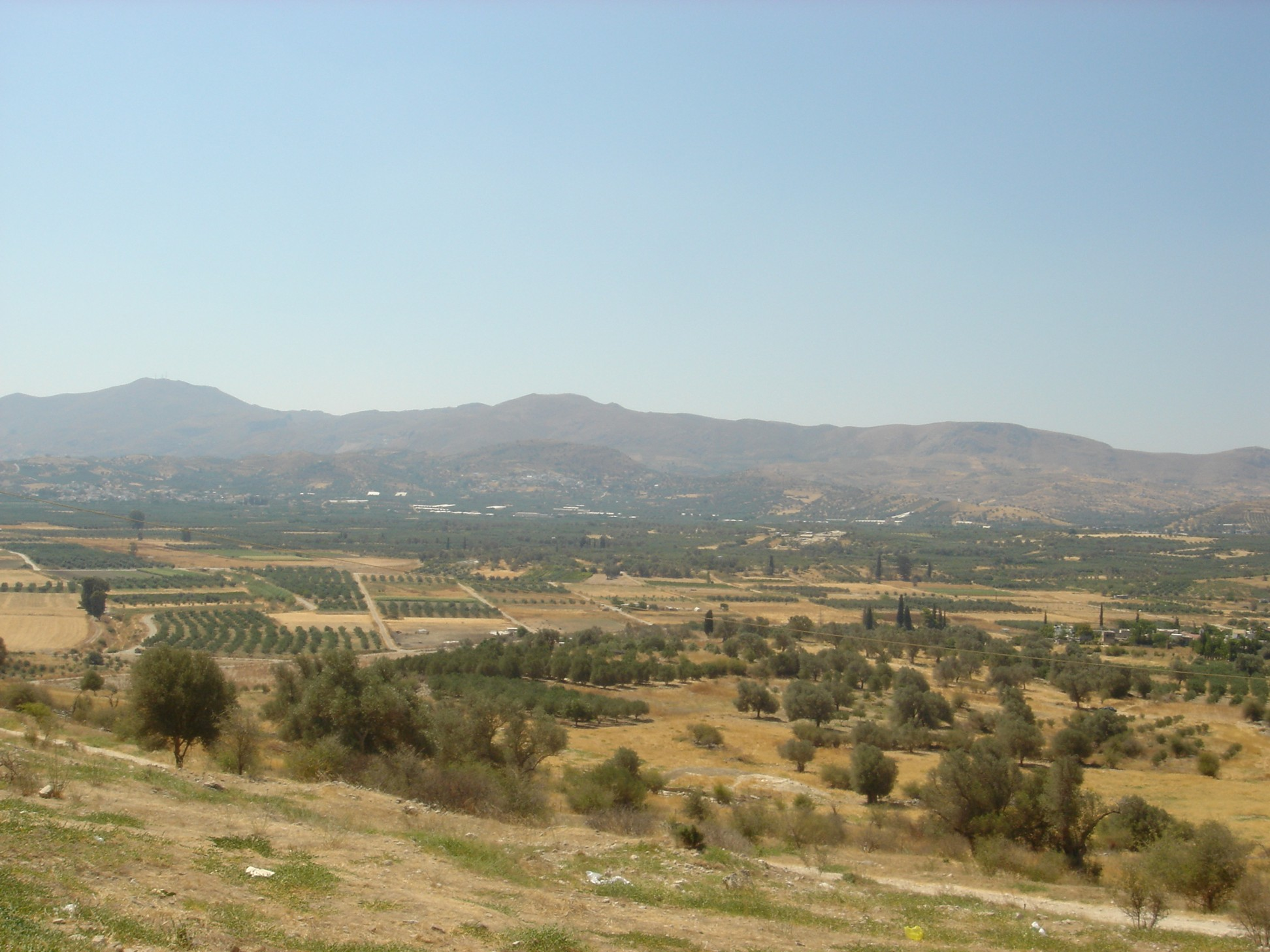
Vista de la llanura de Mesará desde Festos.

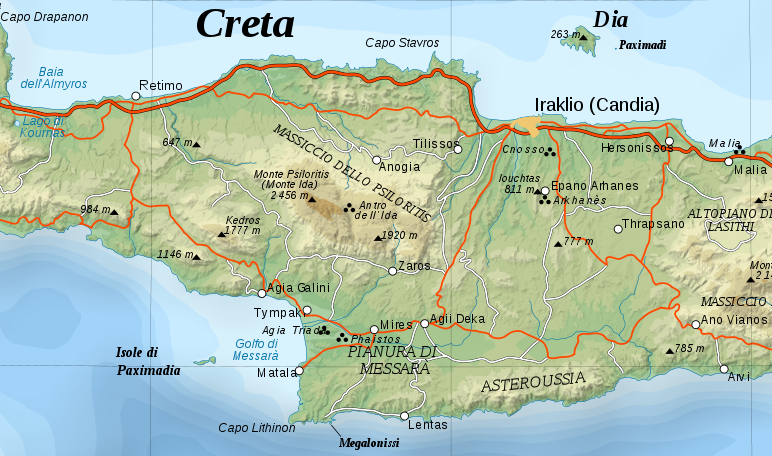
Mapa de Creta central donde se aprecia la ubicación de la llanura de Mesará, al sur.

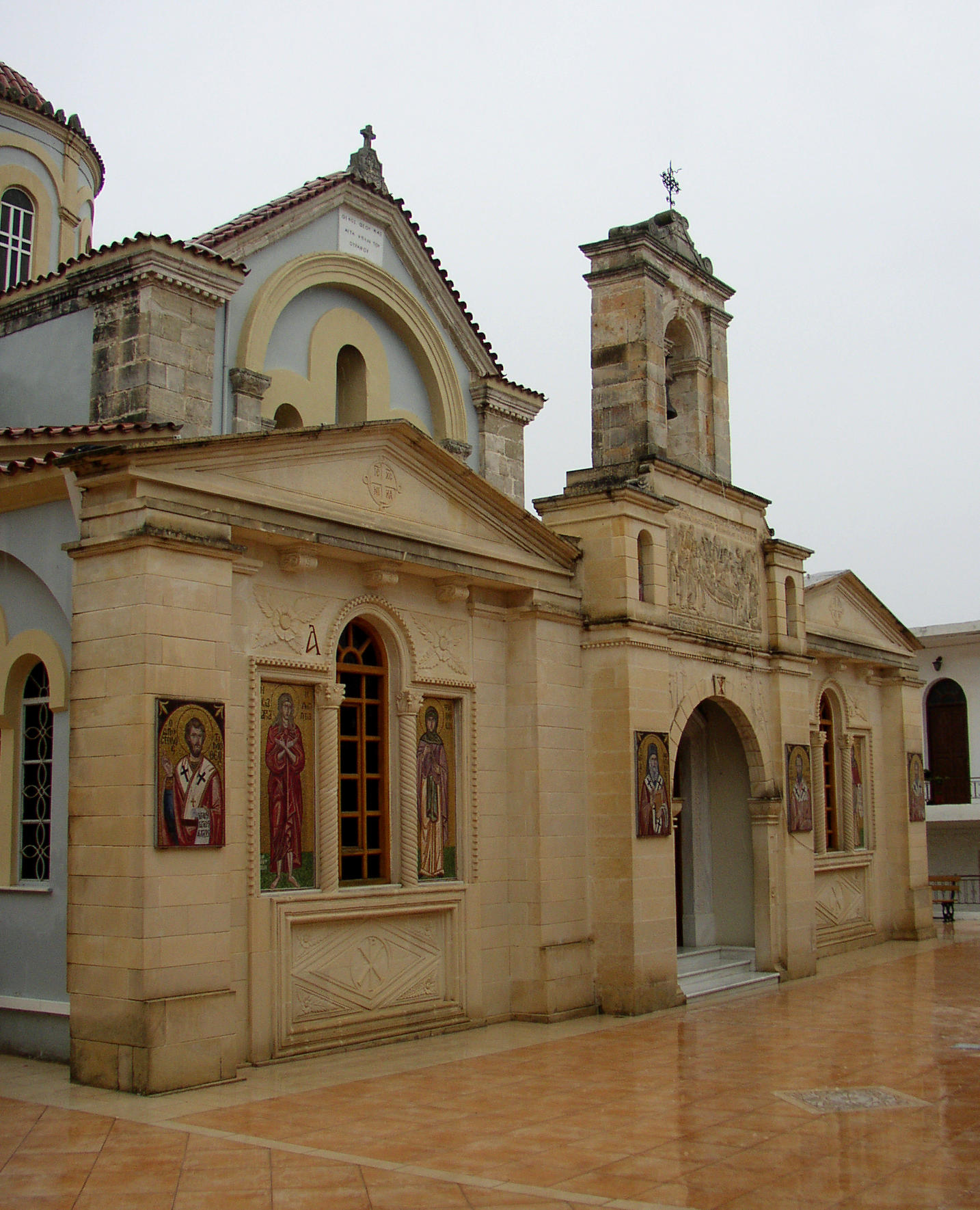
Panagia Kaliviani.

Mesará o Llanura de Mesará (πεδιάδα της Μεσ(σ)αράς) es una llanura iluvial en el sur de Creta, que se extiende unos 50 km de oeste a este y 7 km de norte a sur, siendo la mayor llanura de Creta. Situada entre las montañas Blancas (Léfka Óri) y las montañas Asterusia y entre el mar de Libia al oeste y el Monte Ida, al este. Mesará se vio poblada temprano y fue testigo de la prosperidad de muchas ciudades de Creta.
En una colina en su extremo occidental se encuentran las ruinas minoicas de Festos, en el medio, las de la antigua ciudad de Gortina y, en la parte oriental, el yacimiento minoico de Damantri.
Desde 1.500 a. C., la llanura ha crecido hasta 6 km, debido a una acumulación de sedimentos iluviales. Se han encontrado importantes cantidades de arcillas de la zona de Mesará en la cerámica minoica, principalmente del suelo y rocas de la franja de Mesará, en particular, de las estribaciones de las montañas Asterusia en el sur y de las montañas Psiloritis del norte.
Hoy en día, se suele conocer a la llanura de Mesará como el "huerto de Creta", por sus numerosas explotaciones agrícolas que se aprovechan de su suelo fértil circundante.